# Antarctobiotus diversus
Antarctobiotus diversus är en kräftdjursart som beskrevs av Lewis 1972. Antarctobiotus diversus ingår i släktet Antarctobiotus och familjen Canthocamptidae. Inga underarter finns listade i Catalogue of Life.